# Ralf Smetsers
 (octobre 2024).
Ralf Smetsers (né le 16 décembre 1994) est un musicien et producteur néerlandais de hardstyle.

## Biographie
Ralf Smetsers forme un duo de DJ hardstyle avec Freek den Otter en octobre 2014 sous le nom de Galactic. Le duo décide de changer son nom de Galactic à Galactixx en janvier 2016, à partir de là, ils commencent à produire et à sortir de la musique. Ils sont remarqués par Brennan Heart. Ils rejoignent alors le label WE R, prédécesseur de l'actuel I am Hardstyle. La collaboration avec le label et Brennan Heart donne lieu à de nombreux succès avec des millions de streams.
À la mi-2018, Den Otter quitte le duo, après quoi Smetsers continue seul sous le nom de Galactixx,. En 2020, Galactixx passe au label Roughstate, fondé par Ran-D, Adaro, B-Front et Frequencerz. Il rejoint d'abord Rough Recruits, une plateforme pour les talents émergents au sein du label. Il y collabore avec Ran-D, B-Front et Frequencerz. Grâce à des sorties réussies, il passe en 2023 au label principal Roughstate, où des artistes comme Rejecta et Digital Punk sont également affiliés. Ce même été, des performances dans des lieux majeurs comme Defqon.1, Decibel, Rebirth, et Intents Festival suivent.
En 2024, une nouvelle collaboration avec Ran-D donne lieu à plus d'un million de streams en deux mois et le titre Space and Time est publié, qui est utilisé pour le dernier concert de l'Intents Festival. Il sort également le titre Bass Drop sur Defqon.1 Records. 

## Discographie sélective
- 2016 : Galactixx - Hold Me (WE R)
- 2016 : Galactixx - Beautifully Created (WE R)
- 2016 : Galactixx - The Starlight (WE R)
- 2016 : Galactixx - Unfold (WE R)
- 2016 : Galactixx - Let Me Down (WE R)
- 2017 : Galactixx - Fucking Beat (WE R)
- 2017 : Galactixx - The Rhythm (WE R)
- 2021 : Galactixx - Young (Rough Recruits)
- 2021 : Ran-D & Galactixx feat. E-Life - If Tomorrow Never Comes (Roughstate)
- 2024 : Galactixx - Space and Time (Intents Records)